# 939年
| 千纪： | 1千纪 |
| 世纪： | 9世纪 \| 10世纪 \| 11世纪 |
| 年代： | 900年代 \| 910年代 \| 920年代 \| 930年代 \| 940年代 \| 950年代 \| 960年代 |
| 年份： | 934年 \| 935年 \| 936年 \| 937年 \| 938年 \| 939年 \| 940年 \| 941年 \| 942年 \| 943年 \| 944年                                                                                |
| 纪年： | 己亥年（猪年）；闽通文四年，永隆元年；于阗同慶二十八年；契丹会同二年；南汉大有十二年；后蜀广政二年；后晋（吴越、荆南、马楚）天福四年；南唐昇元三年；大理文德三年；日本天慶二年 |

## 大事记
- 徐知誥改名李昪。
- 閩國拱宸、控鶴軍使朱文進、連重遇反，迎王延羲進宮，並殺王繼鵬，王延羲遂自稱威武節度使、閩國王，更名王曦，改元永隆，稱臣於後晉。
- 承平天慶之亂，是平安時代中期，承平・天慶年間發生在關東的平將門之亂和瀨戶內海的藤原純友之亂的總稱。
- 吳權在越南建立吳朝，立楊廷藝女為后。

## 出生
- 11月20日（陰曆10月17日）：宋太宗

## 逝世
- 閩康宗王繼鵬，後改名王昶。